# حركة الحرية
حركة الحرية ((بالسلوفينية: Gibanje Svoboda)‏، GS), وكان يعرف سابقاً باسم حزب العمل الأخضر ((بالسلوفينية: Stranka zelenih dejanj)‏، Z.DEJ)، هو حزب سياسي ليبرالي في سلوفينيا. عُقد المؤتمر التأسيسي له يوم السبت 8 مايو 2021. أسسه جوري ليبين، وأُعلن عن إنشائه في يناير من نفس العام في معرض ستوديو سيتي. ويسعى الحزب إلى تحقيق التوازن بين التقدم الصناعي والحفاظ على البيئة من خلال إجراءات بيئية.
انتخب يور ليبين أول رئيس للحزب وأصبح غريغور إربيتشنيك نائب الرئيس.[بحاجة لمصدر] انتخبت القيادة 119 مندوباً. في يناير 2022، استولى روبرت غولوب على الحزب وغيّر الاسم أيضًا إلى حركة الحرية. هَزَم حزب حركة الحرية الحزب الديمقراطي السلوفيني ورئيس وزرائه الذي ترأس لثلاث ولايات متتالية يانيز يانشا في انتخابات أبريل 2022.

## أهداف الحزب
حركة الحرية هو حزب ليبرالي اجتماعي،[بحاجة لمصدر] ينتهج سياسة ليبرالية خضراء، تقدمي وموالٍ لأوروبا[بحاجة لمصدر] مع توجّه يساري. القيم الأساسية للحزب هي الديمقراطية والتسامح والاحترام. كتدابير اجتماعية، يشير الحزب إلى الرعاية الصحية المتاحة للجمهور وزيادة عدد الموظفين وإصلاح نظام التعليم ورقمنة المدارس. وفقًا لرئيس الحزب السابق ليبين ، ينبغي أن تكون سلوفينيا قادرة على احتلال المرتبة العشرين بين أكثر 20 دولة تنافسية على مستوى العالم في معايير المنتدى الاقتصادي العالمي.
في خطابه الافتتاحي، ذكر  جوري ليبين أيضًا إغلاق «الشركات التي تلوث البيئة بشكل صارخ»، وتنظيم مياه الشرب في أنوفو، وإغلاق منجم فيلينيه (الوحيد الذي لا يزال عاملاً في الدولة)، وحظر التصديع المائي، وحماية الغابات. سيفرض الحزب أيضاً ضريبة على المشروبات المحلاة والمواد البلاستيكية غير معادة التدوير، مع تعزيز أشكال النقل المستدام واللامركزية والتخلص من الكربون في سلوفينيا.[بحاجة لمصدر]
في الانتخابات البرلمانية السلوفينية 2022، احتل الحزب المركز الأول بحصوله على 34.5% من الأصوات وفاز بـ41 مقعداً من أصل 90 في جمعية سلوفينيا الوطنية.

## نتائج الانتخابات

### التجمع الوطني
| الانتخابات | قائد الحزب  | الإنجاز | الإنجاز | الإنجاز | الإنجاز | التحالف | الرتبة | الحكومة   |
| الانتخابات | قائد الحزب  | الأصوات | %       | المقاعد | +/–     | التحالف | الرتبة | الحكومة   |
| ---------- | ----------- | ------- | ------- | ------- | ------- | ------- | ------ | --------- |
| 2022       | روبرت غولوب | 403,663 | 34٫54%  | 41 / 90 | –       | –       | الأول  | Coalition |

## القيادة الحزبية
- الرئيس: روبرت غولوب
- نائب الرئيس: غريغور إربيزنيك